# Beatrix von Storch
Beatrix Amelie Ehrengard Eilika von Storch nata Beatrix Amelie Ehrengard Eilika Herzogin von Oldenburg (Lubecca, 27 maggio 1971) è una politica tedesca.
È membro del Bundestag dal settembre 2017 per Alternative für Deutschland (AFD). È stata europarlamentare dal 2014 al 2017. Appartiene al Casato degli Oldenburg, che regnò sul Granducato di Oldenburg fino al 1918.

## Biografia

### Primi anni e istruzione
Beatrix Von Storch appartiene al Casato degli Oldenburg di cui detiene il titolo di Duchessa. È la primogenita del Duca Huno di Oldenburg e della Contessa Felicitas-Anita "Fenita" Schwerin von Krosigk. Suo nonno paterno era Nicola di Oldenburg, ultimo Granduca di Oldenburg regnante, che perse il Granducato nel 1918. Alla stessa patrilinearità appartengono le Case Reali di Danimarca e Norvegia, le deposte Case Reali di Grecia e Russia e il Re Carlo d'Inghilterra.
Suo nonno materno fu Lutz Graf Schwerin von Krosigk, ministro delle Finanze di Adolf Hitler e ultimo Capo di governo del Terzo Reich.
Ha studiato giurisprudenza alle Università di Heidelberg e Losanna. Ha esercitato la professione di avvocato a Berlino dove è cominciata la sua carriera politica. Dal 2010 è sposata con l'uomo d'affari Sven von Storch (1970).

### Carriera politica
Nel 2014, Von Storch è entrata nel Parlamento europeo con Alternative für Deutschland. Inizialmente, ha fatto parte del Gruppo dei Conservatori e dei Riformisti Europei mentre nel 2016 è passata al gruppo Europa della Libertà e della Democrazia Diretta. Nel 2017, è stata eletta al Bundestag.

### Prese di posizione
Secondo la giornalista Annabelle Georgen, von Storch incarna la linea dura di Alternative für Deutschland.
Si è opposta ai matrimoni tra persone dello stesso sesso. Ha una posizione restrittiva sull'accoglienza dei rifugiati e si è detta a favore dell'uso delle armi da parte delle forze armate in caso di ingresso illegale dei migranti.
Ha definito Marine Le Pen troppo di sinistra in campo economico, in particolare ha criticato il protezionismo e l'interventismo statale del Fronte Nazionale. Nel 2019, ha proposto la candidatura di Matteo Salvini al Premio Nobel per la pace per aver dato sicurezza all'Europa.

## Vita privata
Il 22 ottobre 2010 ha sposato l'uomo d'affari tedesco-cileno Sven von Storch (nato nel 1970), membro di una famiglia nobile tedesca del Meclemburgo. È figlio dell'uomo d'affari Berndt Detlev von Storch (1930-2004) e di Antje Liete Krüger-Franke (n. 1938).

## Controversie

### Battaglia legale con lo Schaubühne
Nel novembre 2015, si è verificata una controversia legale tra Beatrix von Storch e il teatro di Berlino, lo Schaubühne. La politica ha criticato la messinscena FEAR di Falk Richter che mostra i politici di Alternative für Deutschland come zombie e assassini seriali. Dopo aver ottenuto un'ingiunzione contro il teatro, il 15 dicembre 2015, la corte territoriale si è espressa in favore della libertà d'espressione del teatro berlinese, eliminando l'iniziale ingiunzione e permettendo l'uso delle immagini dei politici in questione.

## Ascendenza
|                                                  |                              |                                                 | Genitori                                                     |  |  | Nonni |  |  | Bisnonni                                       |  |  | Trisnonni                              |  |
|                                                  |                              |                                                 |                                                              |  |  |       |  |  | 8. Friedrich August, III granduca di Oldenburg |  |  | 16. Peter II, II granduca di Oldenburg |  |
|                                                  |                              |                                                 |                                                              |  |  |       |  |  | 8. Friedrich August, III granduca di Oldenburg |  |  | 16. Peter II, II granduca di Oldenburg |  |
|                                                  |                              | 17. principessa Elisabeth von Sachsen-Altenburg |                                                              |  |  |       |  |  | 8. Friedrich August, III granduca di Oldenburg |  |  |                                        |  |
| 4. Nikolaus, IV granduca di Oldenburg            |                              |                                                 |                                                              |  |  |       |  |  | 8. Friedrich August, III granduca di Oldenburg |  |  |                                        |  |
|                                                  |                              | 9. duchessa Elisabeth zu Mecklenburg-Schwerin   | 18. Friedrich Franz II, III granduca di Meclemburgo-Schwerin |  |  |       |  |  |                                                |  |  |                                        |  |
|                                                  |                              | 9. duchessa Elisabeth zu Mecklenburg-Schwerin   | 18. Friedrich Franz II, III granduca di Meclemburgo-Schwerin |  |  |       |  |  |                                                |  |  |                                        |  |
|                                                  |                              | 9. duchessa Elisabeth zu Mecklenburg-Schwerin   | 19. principessa Marie von Schwarzburg-Rudolstadt             |  |  |       |  |  |                                                |  |  |                                        |  |
| 2. duca Huno von Oldenburg                       |                              | 9. duchessa Elisabeth zu Mecklenburg-Schwerin   |                                                              |  |  |       |  |  |                                                |  |  |                                        |  |
|                                                  |                              | 10. Friedrich, VIII principe di Waldeck-Pyrmont | 20. Georg Viktor, VII principe di Waldeck-Pyrmont            |  |  |       |  |  |                                                |  |  |                                        |  |
|                                                  |                              | 10. Friedrich, VIII principe di Waldeck-Pyrmont | 20. Georg Viktor, VII principe di Waldeck-Pyrmont            |  |  |       |  |  |                                                |  |  |                                        |  |
|                                                  |                              | 10. Friedrich, VIII principe di Waldeck-Pyrmont | 21. principessa Helene von Nassau                            |  |  |       |  |  |                                                |  |  |                                        |  |
| 5. principessa Helene zu Waldeck-Pyrmont         |                              | 10. Friedrich, VIII principe di Waldeck-Pyrmont |                                                              |  |  |       |  |  |                                                |  |  |                                        |  |
|                                                  |                              | 11. principessa Bathildis zu Schaumburg-Lippe   | 22. principe Wilhelm zu Schaumburg-Lippe                     |  |  |       |  |  |                                                |  |  |                                        |  |
|                                                  |                              | 11. principessa Bathildis zu Schaumburg-Lippe   | 22. principe Wilhelm zu Schaumburg-Lippe                     |  |  |       |  |  |                                                |  |  |                                        |  |
|                                                  |                              | 11. principessa Bathildis zu Schaumburg-Lippe   | 23. principessa Bathildis von Anhalt-Dessau                  |  |  |       |  |  |                                                |  |  |                                        |  |
| 1. duchessa Beatrix von Oldenburg                |                              | 11. principessa Bathildis zu Schaumburg-Lippe   |                                                              |  |  |       |  |  |                                                |  |  |                                        |  |
|                                                  | 12. barone Erich von Krosigk | 24. barone Adolf von Krosigk                    |                                                              |  |  |       |  |  |                                                |  |  |                                        |  |
|                                                  | 12. barone Erich von Krosigk | 24. barone Adolf von Krosigk                    |                                                              |  |  |       |  |  |                                                |  |  |                                        |  |
|                                                  | 12. barone Erich von Krosigk | 25. Elisabeth von Westphalen                    |                                                              |  |  |       |  |  |                                                |  |  |                                        |  |
| 6. conte Lutz Schwerin von Krosigk               | 12. barone Erich von Krosigk |                                                 |                                                              |  |  |       |  |  |                                                |  |  |                                        |  |
|                                                  |                              | 13. contessa Luise von Schwerin                 | 26. conte Wilhelm von Schwerin                               |  |  |       |  |  |                                                |  |  |                                        |  |
|                                                  |                              | 13. contessa Luise von Schwerin                 | 26. conte Wilhelm von Schwerin                               |  |  |       |  |  |                                                |  |  |                                        |  |
|                                                  |                              | 13. contessa Luise von Schwerin                 | 27. Louise Sartorius von Schwanenfeld                        |  |  |       |  |  |                                                |  |  |                                        |  |
| 3. contessa Felicitas-Anita Schwerin von Krosigk |                              | 13. contessa Luise von Schwerin                 |                                                              |  |  |       |  |  |                                                |  |  |                                        |  |
|                                                  |                              | 14. Friedrich, I conte di Plettenberg-Heeren    | 28. Adolph, I barone di Bodelschwingh-Plettenberg            |  |  |       |  |  |                                                |  |  |                                        |  |
|                                                  |                              | 14. Friedrich, I conte di Plettenberg-Heeren    | 28. Adolph, I barone di Bodelschwingh-Plettenberg            |  |  |       |  |  |                                                |  |  |                                        |  |
|                                                  |                              | 14. Friedrich, I conte di Plettenberg-Heeren    | 29. baronessa Berta von Plettenberg-Heeren                   |  |  |       |  |  |                                                |  |  |                                        |  |
| 7. baronessa Ehrengard von Plettenberg-Heeren    |                              | 14. Friedrich, I conte di Plettenberg-Heeren    |                                                              |  |  |       |  |  |                                                |  |  |                                        |  |
|                                                  |                              | 15. Ehrengard von Krosigk                       | 30. barone Erich von Krosigk (= 12)                          |  |  |       |  |  |                                                |  |  |                                        |  |
|                                                  |                              | 15. Ehrengard von Krosigk                       | 30. barone Erich von Krosigk (= 12)                          |  |  |       |  |  |                                                |  |  |                                        |  |
|                                                  |                              | 15. Ehrengard von Krosigk                       | 31. Sidonie von Veltheim                                     |  |  |       |  |  |                                                |  |  |                                        |  |
|                                                  |                              | 15. Ehrengard von Krosigk                       |                                                              |  |  |       |  |  |                                                |  |  |                                        |  |